# Дзвінкий губно-губний одноударний
Губно-губний одноударний — приголосний звук, що існує в деяких мовах, де є алофоном губно-зубного одноударного (переважно у мовах банда і сусідніх з ними). У Міжнародному фонетичному алфавіті записується як ⟨ⱱ̟⟩ або ⟨ⱳ⟩. У мовознавчій літературі також позначається як ⟨w̆⟩ («w» з діактриком надкороткості звучання).

## Властивості
- Місце творення — губно-губне, тобто він артикулюється обома губами.

## Назва
- Білабіальний одноударний (англ. bilabial flap)
- Губно-губний одноударний

## Приклади
| Мова | Слово | МФА  | Значення | Примітки            |
| ---- | ----- | ---- | -------- | ------------------- |
| моно | vwa   | [ⱱ̟a] | посилати | Опозиція /v/ і /w/. |